# Kiss (band)
Kiss (vaak gestileerd als KISS of KIϟϟ) was een Amerikaanse rockband die in 1973 in New York werd opgericht door Paul Stanley (zang, slaggitaar), Gene Simmons (zang, basgitaar), Ace Frehley (leadgitaar, achtergrondzang) en Peter Criss (drums, achtergrondzang). Bekend om hun schmink en podiumoutfits, kreeg de groep halverwege de jaren zeventig bekendheid met live-optredens in shockrockstijl. De band heeft verschillende bezettingwijzigingen ondergaan, waarbij Stanley en Simmons de enige consistente leden blijven. De uiteindelijke line-up bestond uit Tommy Thayer (leadgitaar, zang) en Eric Singer (drums, zang). In Europa is Kiss vooral bekend door de hits I Was Made for Lovin' You en Sure Know Something uit 1979.

## Geschiedenis

### Het begin
Kiss werd in januari 1973 in New York opgericht door Gene Simmons (echte naam: Chaim Witz, later (Eu)Gene Klein) en Paul Stanley (echte naam: Stanley Harvey Eisen). Zij wilden van KISS de band maken 'die ze altijd al hadden willen zien, maar nooit te zien kregen', zoals zij het zelf noemden 'The Hottest Band in the World'. De band werd compleet gemaakt door Ace Frehley (echte naam: Paul Daniel Frehley) en Peter Criss (echte naam: George Peter John Criscuola).
De groepsnaam Kiss is door Paul Stanley gekozen en ontleend aan een lied van The New York Dolls, 'Looking for a kiss'.
Het verhaal dat de naam een afkorting is van Knights in Satan's Service of soortgelijke betekenissen werd voor het eerst vermeld in christelijke publicaties. Dit is door de band altijd ontkend. Een andere theorie over de naam is dat deze een afkorting zou zijn voor "Keep It Simple, Stupid".
In het begin werden de fans vooral gegrepen door de extravagante kleding en optredens. Gekleed in futuristische kostuums met als maskers aandoende make-up en omgeven door rook en vuur wilde Kiss van elk concert een spektakel maken. De muziek is commerciële hardrock, bombastisch met veel melodie.
Van februari 1974 tot april 1975 bracht de band drie albums uit en traden ze bijna doorlopend op in Amerika om op die manier een grote schare fans te krijgen.

### Grote successen
Kiss vervolgde hun albumreeks met Alive!, een verzameling van hun beste nummers tot dan toe opgenomen tijdens optredens. In Amerika kwam dit album in de album top tien terecht en nog steeds wordt dit album door critici en rockfans gezien als een van de betere live-albums. Het nummer Rock and Roll All Nite werd op single uitgebracht en werd tevens de eerste hit van Kiss in Amerika.
Hun vierde studioalbum Destroyer bevatte de eerste top 10-hit van Kiss (al was het eigenlijk de B-kant van Detroit Rock City), het nummer Beth. Daarnaast bevatte het album nummers als Detroit Rock City, God of Thunder het meezingnummer Shout it out loud. Al deze nummers worden steevast gespeeld bij optredens. De muziek verwerd meer tot commerciëlere rock en Kiss besloot om terug te vallen op het iets rauwere geluid van hun beginperiode met het album Rock and Roll Over. Het daarna uitgebrachte Love Gun was meer in lijn met het commerciëler klinkende Destroyer. in 1977 verschijnt Alive 2 met drie zijden live en 1 zijde nieuwe live opgenomen nummers. Ace speelt op die nummers bijna geen gitaar.
De extreme populariteit van Kiss bij hun fans werd mede bepaald door hun excentrieke uiterlijk. Dit werd door Kiss commercieel uitgebuit door het uitbrengen van poppen en ander speelgoed en er kwam zelfs een film. Door alle activiteiten rondom de band, kregen de bandleden het druk, wat leidde tot interne strubbelingen. Hierom, en ook omdat ze daar contractueel toe verplicht waren, namen de leden elk een eigen album op. Deze soloalbums werden wel onder de bandnaam KISS uitgebracht in 1978. Hierop waren duidelijk hun eigen voorkeuren te horen waren. Zo liet Gene Simmons (alter ego The Demon) horen dat hij hield van ouderwetse musicalmuziek. Dit album verkocht ook het best in Amerika. Het album van Ace Frehley leverde als enige een single op, een cover van New York Groove van Russ Ballard.
In 1979 besloot Kiss weer gezamenlijk de draad op te pakken door het album Dynasty op te nemen. Dit album was zeer commercieel en had duidelijke invloeden van disco wat resulteerde in de wereldwijde hits I Was Made for Lovin' You en Sure know something. Veel fans stelden deze afwijking van de oorspronkelijke Kiss-sound niet op prijs. Maar in Europa betekende het de doorbraak naar het grote publiek.

### Nieuwe bandleden
Vanwege verslavingsproblemen verliet Peter Criss de band in 1980. Op de albums Dynasty en Unmasked werd het drumwerk al (grotendeels) gedaan door Anton Fig, maar Peter Criss stond nog wel vermeld als de drummer. Een permanente vervanging werd gevonden in de persoon van Eric Carr. Zowel Unmasked als het daarop volgende Music from "The Elder" behaalden niet het succes van vroegere tijden wat mede kwam door het rustiger geluid van deze albums.
Ook een tweede bandlid, Ace Frehley verliet de band. Hij had drug- en alcoholproblemen en werd vervangen door Vinnie Vincent.
In 1982 werd het album Creatures of the Night uitgebracht. Het album was een duidelijke terugkeer naar het hardrockgeluid van de vroege Kiss, wat mede kwam door de agressievere drumstijl van Eric Carr en de komst van Vinnie Vincent, die het karakter "the Ankh Warrior"' aannam. Desondanks verkocht het album niet veel beter dan z'n directe voorgangers.

### Zonder make-up
In 1983 besloot Kiss de maskers af te zetten. Grondleggers Paul Stanley en Gene Simmons dachten dat het ontmaskeren van de band goed zou zijn voor de verkoopcijfers. Op 18 september dat jaar verscheen de band aangekondigd op de Amerikaanse nationale televisie zonder make-up. Het album Lick It Up verkocht zeer goed en was de eerste plaat in vier jaar die platina werd. Vinnie Vincent verliet de band en werd vervangen door Mark St. John, die korte tijd later bleek te lijden aan syndroom van Reiter. Het album Animalize is dan ook het enige album waar St. John op te horen is. Bruce Kulick, voormalig gitarist van de band Black Jack (waar ook Michael Bolton deel van uitmaakte) verving St. John voor de opnames van opvolger Asylum. In deze opstelling (Simmons, Stanley, Carr en Kulick) zou de band doorgaan met Crazy Nights (1987), het eerste Kiss-album met keyboards en synthesizers, en Hot in the Shade (1989), het eerste album waarbij niet alleen Stanley of Simmons zong.
In 1990 ging Kiss met hun voormalige producer de studio in voor een nieuw album. Op dat moment werd bij Eric Carr hartkanker ontdekt. Aan de gevolgen van deze ziekte overleed hij in 1991. Hij werd vervangen door Eric Singer. In 1992 werd Revenge uitgebracht, dat het redelijk deed, maar waarvan het livealbum Alive III, met opnames van de bijbehorende tournee, qua verkoopcijfers niet kon tippen aan de voorgaande livealbums. Voormalig gitarist Vinnie Vincent heeft tevens meegewerkt aan Revenge, dat in 1992 uitkwam. Hij heeft alleen meegewerkt aan de nummers Unholy, Heart of Chrome en I Just Wanna'. Net als tijdens de Lick It Up-Tour van 1984 kwamen er weer onderlinge problemen en verliet hij nogmaals de band.

### Terugkeer van de make-up
In 1995, bij een akoestisch optreden voor MTV, stapten Peter Criss en Ace Frehley weer op het podium voor een succesvol reünieoptreden. Kiss besloot weer op te gaan treden in de oude bezetting en ook weer met make-up, kostuums en een grote show. Het album Psycho Circus werd gedeeltelijk met sessiemuzikanten opgenomen, onder andere omdat Kiss zich voornamelijk richtte op de merchandising. De wereldtournee Psycho Circus, die in 1998 van start ging, was de laatste wereldtournee in de oude bezetting. Tijdens de daarop volgende tournee (waarbij in 1999 ook Europa werd aangedaan) verliet Peter Criss wederom de band en zijn plaats werd ingenomen door een eerdere vervanger, Eric Singer, die de afscheidstournee, de Kiss Farewell Tour, begin 2001 afmaakte met Paul, Ace & Gene in Japan en Australië, die ook het katkostuum en de bijbehorende make-up van Peter Criss overnam. In 2001 kwam misschien wel het meest extravagante merchandiseproduct op de markt, een Kiss-doodskist. Dimebag Darrell, gitarist van de band Pantera en een fervent Kissliefhebber, werd na zijn dood in deze kist begraven. Na het verschijnen van de autobiografie van Gene Simmons in 2002 verliet Ace Frehley opnieuw de band. Hij werd vervangen door Tommy Thayer (voormalig gitarist van de door Gene Simmons ontdekte band Black 'n Blue).
In 2003 trad Kiss op met het Melbourne Symphony Orchestra, weer met Peter Criss op de drums. Na deze tournee, die ook door de Verenigde Staten en Japan leidde, onder de naam World Domination, verliet Peter Criss nogmaals de band vanwege zakelijke meningsverschillen over de verdeling van opbrengsten.
In 2004 maakte Kiss in de nieuwe bezetting (Paul Stanley, Gene Simmons, Tommy Thayer en Eric Singer) een nieuwe wereldtournee genaamd Rock the Nation. In december 2005 is de dvd van deze tournee wereldkundig gemaakt in het Hard Rock Cafe Amsterdam.
Op 15 juni 2008 speelde Kiss op het Arrow Rock Festival in het Goffertpark in Nijmegen naar aanleiding van het 35-jarig bestaan van de band. Ook speelden ze op 28 juni 2008 als hoofdartiest op de zaterdag van Graspop Metal Meeting. De tournee begon in Australië als afsluiter van de Formule 1 Grand Prix van Melbourne.
In 2009 ging de band opnieuw op tournee. Gedurende twee weken in april werden diverse concerten gegeven in Zuid-Amerika, waaronder voor het eerst in Venezuela. Tevens nam de band in 2009 een nieuw album op, getiteld Sonic Boom. Dat album verscheen op 6 oktober 2009 en bevatte elf nieuwe nummers. Bijzonder is dat alle nummers werden geschreven door de bandleden zonder hulp van buitenaf. Het was het eerste studioalbum in deze bezetting (Gene Simmons, Paul Stanley, Eric Singer en Tommy Thayer) en zowel Eric Singer en Tommy Thayer zongen ieder een nummer op de cd. Qua stijl keerde de band vooral terug naar hun stijl van de jaren zeventig. De cd verscheen in een versie met een bonus-cd met opnieuw opgenomen Kissklassiekers en een dvd met liveopnamen uit Argentinië eerder dat jaar.
Op 18 juni 2010 speelde Kiss in het GelreDome in Arnhem en negen dagen later wederom als hoofdartiest op Graspop Metal Meeting. Dit was het afsluitende concert van het Europese deel van hun tournee Sonic Boom Over Europe: From the Beginning to the Boom. Op 18 juni 2015, exact 5 jaar na het optreden in het Gelredome stond Kiss in de Ziggo Dome, om één dag later wederom op te treden op Graspop in België. Het concert in de Ziggo Dome was niet volledig uitverkocht.
In 2012 maakte Kiss een tournee door de Verenigde Staten samen met Mötley Crüe en verscheen het twintigste album Monster. Dit album blijkt voorlopig ook het laatste studioalbum te zijn.

### Afscheidstournee
In 2019 kondigde de band het laatste optreden van zijn tournee "End of the Road" aan, die was begonnen op 31 januari 2019 in de Rogers Arena in Vancouver, Canada en is bedoeld als afscheidstournee. Dat zou op 17 juli 2021 in New York hebben moeten plaatsvinden, de stad waar de groep vandaan komt. Door de coronacrisis werd het vervolg van de tournee tijdelijk uitgesteld. Kiss speelde op 12 juni 2023 het laatste concert in Nederland in de ZiggoDome te Amsterdam. Kiss gaf hun laatste show in Madison Square Garden in New York op 2 december 2023, die werd gestreamd via Pay-per-view.

## Invloed
Tot nu toe heeft Kiss nog steeds invloed op de huidige rockbands, daar velen opgegroeid zijn met de muziek van Kiss. Artiesten als Anthrax, Lenny Kravitz en anderen hebben zelfs een album opgenomen met enkel Kisscovers, getiteld KISS My Ass.

## Merchandise
Kiss is zeer waarschijnlijk de band met de grootste collectie merchandise. Naast de gebruikelijke posters en T-shirts heeft de band door de jaren heen een indrukwekkende collectie officiële en niet-officiële merchandise opgebouwd. Zo is er babykleding (sokjes, rompertjes, slabbetjes) maar ook een heuse Kiss-doodskist. Daarnaast zijn er door de jaren heen diverse series Kisspoppen uitgebracht, maar ook broodtrommels, een echte flipperkast, Kiss-make-up, diverse soorten kleding, badeendjes, condooms, puzzels, bordspellen, schooltassen, etuis, potloden en gordijnen. Bassist Gene Simmons heeft zelfs het kantoor in zijn huis volledig ingericht met, naar eigen zeggen, minimaal één exemplaar van elk Kiss-souvenir.

## Discografie

### Albums
| Album met eventuele hitnotering(en) in de Nederlandse Album Top 100 | Datum van verschijnen | Datum van binnenkomst | Hoogste positie | Aantal weken | Opmerkingen                    |
| ------------------------------------------------------------------- | --------------------- | --------------------- | --------------- | ------------ | ------------------------------ |
| Kiss                                                                | 18-02-1974            | -                     |                 |              | Studioalbum                    |
| Hotter Than Hell                                                    | 22-10-1974            | -                     |                 |              | Studioalbum                    |
| Dressed to Kill                                                     | 19-03-1975            | -                     |                 |              | Studioalbum                    |
| Alive!                                                              | 10-09-1975            | -                     |                 |              | Livealbum                      |
| Destroyer                                                           | 15-03-1976            | -                     |                 |              | Studioalbum                    |
| The Originals                                                       | 21-07-1976            | -                     |                 |              | Box Set                        |
| Rock and Roll Over                                                  | 11-11-1976            | -                     |                 |              | Studioalbum                    |
| Love Gun                                                            | 30-06-1977            | -                     |                 |              | Studioalbum                    |
| Alive II                                                            | 14-10-1977            | -                     |                 |              | Livealbum                      |
| The Originals 2                                                     | 25-03-1978            | -                     |                 |              | Box Set (enkel Japan)          |
| Double Platinum                                                     | 02-04-1978            | -                     |                 |              | Verzamelalbum                  |
| Paul Stanley                                                        | 18-09-1978            | -                     |                 |              | Studioalbum                    |
| Gene Simmons                                                        | 18-09-1978            | -                     |                 |              | Studioalbum                    |
| Peter Criss                                                         | 18-09-1978            | -                     |                 |              | Studioalbum                    |
| Ace Frehley                                                         | 18-09-1978            | -                     |                 |              | Studioalbum                    |
| Dynasty                                                             | 23-05-1979            | 23-06-1979            | 1(4wk)          | 34           | Studioalbum                    |
| Best Of Solo Albums                                                 | ??-09-1979            | -                     |                 |              | Verzamelalbum (niet in de VS)  |
| Unmasked                                                            | 20-05-1980            | 14-06-1980            | 13              | 12           | Studioalbum                    |
| Music from "The Elder"                                              | 16-11-1981            | 28-11-1981            | 23              | 8            | Studioalbum                    |
| Killers                                                             | 15-06-1982            | -                     |                 |              | Verzamelalbum                  |
| Creatures of the Night                                              | 13-10-1982            | -                     |                 |              | Studioalbum                    |
| Lick It Up                                                          | 18-09-1983            | 08-10-1983            | 18              | 8            | Studioalbum                    |
| Animalize                                                           | 13-09-1984            | 29-09-1984            | 21              | 7            | Studioalbum                    |
| Asylum                                                              | 16-09-1985            | 12-10-1985            | 51              | 4            | Studioalbum                    |
| Crazy Nights                                                        | 18-09-1987            | 17-10-1987            | 43              | 8            | Studioalbum                    |
| Chikara                                                             | 25-05-1988            | -                     |                 |              | Verzamelalbum (enkel in Japan) |
| Smashes, Thrashes and Hits                                          | 15-11-1988            | -                     |                 |              | Verzamelalbum                  |
| Hot in the Shade                                                    | 17-10-1989            | -                     |                 |              | Studioalbum                    |
| Revenge                                                             | 19-05-1992            | 30-05-1992            | 38              | 6            | Studioalbum                    |
| Alive III                                                           | 18-05-1993            | 29-05-1993            | 46              | 7            | Livealbum                      |
| MTV Unplugged                                                       | 12-05-1996            | 30-03-1996            | 39              | 8            | Livealbum                      |
| You Wanted the Best, You Got the Best                               | 25-06-1996            | -                     |                 |              | Verzamelalbum                  |
| Greatest Kiss                                                       | 08-04-1997            | -                     |                 |              | Verzamelalbum                  |
| Carnival of Souls: The Final Sessions                               | 28-10-1997            | -                     |                 |              | Studioalbum                    |
| Psycho Circus                                                       | 22-09-1998            | 03-10-1998            | 33              | 5            | Studioalbum                    |
| The Box Set                                                         | 20-11-2001            | -                     |                 |              | Box Set                        |
| The Very Best of Kiss                                               | 27-08-2002            | -                     |                 |              | Verzamelalbum                  |
| The Best of Kiss: The Millennium Collection                         | 05-08-2003            | -                     |                 |              | Verzamelalbum                  |
| Kiss Symphony: Alive IV                                             | 22-07-2003            | 02-08-2003            | 40              | 6            | Livealbum                      |
| Kiss Instant Live                                                   | 2004                  | -                     |                 |              | Live-tourneealbum              |
| The Best of Kiss, Volume 2: The Millennium Collection               | 15-06-2004            | -                     |                 |              | Verzamelalbum                  |
| Kiss Chronicles: 3 Classic Albums                                   | 21-06-2005            | -                     |                 |              | Box Set                        |
| Gold                                                                | 11-01-2005            | -                     |                 |              | Verzamelalbum                  |
| The Best of Kiss, Volume 3: The Millennium Collection               | 10-10-2006            | -                     |                 |              | Verzamelalbum                  |
| Alive! The Millennium Concert                                       | 21-11-2006            | -                     |                 |              | Livealbum                      |
| Kiss Alive! 1975-2000                                               | 21-11-2006            | -                     |                 |              | Liveboxset                     |
| Ikons                                                               | 21-10-2008            | -                     |                 |              | Boxset                         |
| Kiss Alive 35                                                       | 2008-2009             | -                     |                 |              | Live-tourneealbum              |
| Sonic Boom                                                          | 06-10-2009            | 10-10-2009            | 13              | 7            | Studioalbum                    |
| Kiss Sonic Boom Over Europe                                         | 2010                  | -                     |                 |              | Live-tourneealbum              |
| Monster                                                             | 05-10-2012            | 06-10-2012            | 17              | 5            | Studioalbum                    |

| Album met hitnotering(en) in de Vlaamse Ultratop 200 albums | Datum van verschijnen | Datum van binnenkomst | Hoogste positie | Aantal weken | Opmerkingen |
| ----------------------------------------------------------- | --------------------- | --------------------- | --------------- | ------------ | ----------- |
| Sonic Boom                                                  | 6-10-2009             | 10-10-2009            | 40              | 5            | Studioalbum |
| Monster                                                     | 9-10-2012             | 13-10-2012            | 68              | 1*           | Studioalbum |

### Singles
| Single met eventuele hitnotering(en) in de Nederlandse Top 40 | Datum van verschijnen | Datum van binnenkomst | Hoogste positie | Aantal weken | Opmerkingen |
| ------------------------------------------------------------- | --------------------- | --------------------- | --------------- | ------------ | --- |
| I Was Made for Lovin' You                                     | 1979                  | 23-06-1979            | 1(4wk)          | 17           | Hit van het jaar 1979 / Veronica Alarmschijf Hilversum 3 / #1 in de Nationale Hitparade / #1 in de TROS Top 50 |
| Sure Know Something                                           | 1979                  | 29-09-1979            | 3               | 11           | #2 in de Nationale Hitparade / #5 in de TROS Top 50                                                            |
| Magic Touch                                                   | 1980                  | 12-01-1980            | 24              | 5            | #20 in de Nationale Hitparade / #24 in de TROS Top 50                                                          |
| Shandi                                                        | 1980                  | 28-06-1980            | 34              | 3            | #20 in de Nationale Hitparade / #28 in de TROS Top 50                                                          |
| Talk to Me                                                    | 1980                  | 26-07-1980            | tip7            | -            | #39 in de Nationale Hitparade                                                                                  |
| Heaven's on Fire                                              | 1984                  | 29-09-1984            | tip10           | -            | #34 in de Nationale Hitparade / #45 in de TROS Top 50                                                          |
| Crazy Crazy Nights                                            | 1987                  | 21-11-1987            | 35              | 3            | #28 in de Nationale Hitparade Top 100                                                                          |
| Unholy / God Gave Rock 'n' Roll to You II                     | 1992                  | 13-06-1992            | 26              | 4            | #28 in de Nationale Top 100                                                                                    |

### NPO Radio 2 Top 2000
| Nummers met noteringen in de NPO Radio 2 Top 2000 | '99 | '00  | '01 | '02 | '03 | '04  | '05 | '06  | '07  | '08  | '09  | '10  | '11  | '12  | '13  | '14  | '15  | '16  | '17  | '18  | '19  | '20  | '21  | '22  | '23  | '24  |
| ------------------------------------------------- | --- | ---- | --- | --- | --- | ---- | --- | ---- | ---- | ---- | ---- | ---- | ---- | ---- | ---- | ---- | ---- | ---- | ---- | ---- | ---- | ---- | ---- | ---- | ---- | ---- |
| Detroit Rock City                                 | -   | -    | -   | -   | -   | -    | -   | -    | -    | -    | -    | -    | -    | -    | -    | -    | -    | -    | -    | -    | -    | 1934 | 1779 | 1643 | 1843 | 1980 |
| I Was Made for Lovin' You                         | 124 | 173  | 205 | 152 | 184 | 166  | 283 | 378  | 479  | 270  | 317  | 390  | 390  | 375  | 348  | 332  | 397  | 380  | 400  | 312  | 328  | 297  | 282  | 298  | 307  | 357  |
| Sure Know Something                               | -   | 1082 | 824 | 926 | 830 | 1033 | 788 | 1405 | 1505 | 1137 | 1376 | 1407 | 1542 | 1600 | 1287 | 1194 | 1398 | 1583 | 1441 | 1533 | 1514 | 1450 | 1546 | 1480 | 1586 | 1706 |

1. ↑  Een '-' betekent dat het nummer niet was genoteerd en een vetgedrukt getal geeft de hoogste notering van een nummer aan.

### Dvd's
| Dvd's met hitnoteringen in de Nederlandse Music Top 30      | Datum van verschijnen | Datum van binnenkomst | Hoogste positie | Aantal weken | Opmerkingen |
| ----------------------------------------------------------- | --------------------- | --------------------- | --------------- | ------------ | ----------- |
| Symphony - the DVD                                          | 2003                  | 27-09-2003            | 21              | 1            |             |
| Rock the nation - live!                                     | 2005                  | 31-12-2005            | 24              | 5            |             |
| Kissology - The ultimate KISS collection - Vol. I 1974-1977 | 2009                  | 22-08-2009            | 26              | 2            |             |
| Kissology - The ultimate KISS collection - Vol. 3 1992-2000 | 2010                  | 27-02-2010            | 26              | 1            |             |
| Rocks Vegas Nevada                                          | 2016                  | 03-09-2016            | 1(1wk)          | 14*          |             |

## Leden

### Laatste samenstelling
- Paul Stanley – zang, slaggitaar (1973–2023)
- Gene Simmons – zang, basgitaar (1973–2023)
- Eric Singer – drums, achtergrondzang (1991–1996, 2001−2002, 2004–2023)
- Tommy Thayer – leadgitaar, achtergrondzang (2002–2023)

### Voormalige leden
- Ace Frehley – leadgitaar, achtergrondzang (1973–1982, 1996–2002)
- Peter Criss – drums, achtergrondzang (1973–1980, 1996–2000, 2002–2004)
- Eric Carr – drums, achtergrondzang (1980–1991; overleden in 1991)
- Vinnie Vincent – leadgitaar, achtergrondzang (1982–1984)
- Mark St. John – leadgitaar, achtergrondzang (1984; overleden in 2007)
- Bruce Kulick – leadgitaar, achtergrondzang (1984–1996)